# Еђек
Еђек (мађ. Egyek) град је у Мађарској. Еђек је један од градова у оквиру жупаније Хајду-Бихар. Овде је рођен олимпијац Ласло Муча.
Пре Другог светског рата постојала је јеврејска заједница. На свом врхунцу, у заједници је било 123 Јевреја.
Покрива површину од 104,79 km2 (40 sq mi) и има популацију од 5.527 људи (2001).

## Географско положај
Најзападније је насеље Хајду-Бихарске жупаније: седиште округа се налази 60 километара од Дебрецина, а његова западна граница се у једном делу поклапа са током Тисе. Њена територија се такође граничи са жупанијама Јас-Нађкун-Солнок и Боршод-Абауј-Земплен, а на кратком делу се простире чак и на другу страну Тисе.
Насељенији одвојени делови насеља: Фелхалом, 2 километра југозападно од његовог центра, Телекхаза 4 километра североисточно, и Охат, око 8 километара ваздушне линије и 9 до 10 километара источно путем.
Насеља која се директно граниче су: Тисадорогма у Боршоду (на другој страни Тисе), Тисачеге са североистока, Хортобађ са југоистока, Кочујфалу (посебан део насеља Тисафуред) са југа и Тисафиред у жупанији Јас-Нађкун-Солнок са југозапада и запада.

## Историја
На месту насеља живот се одвијао већ у праисторијско доба. О селу извештава и грчки историчар Приск. Појавио се релативно касно (1322) у писаним изворима, али је тада сигурно давно постојао. То јасно показује чињеница да је њена прва црква подигнута у част Светог Стефана почетком 12. века. Село је уништено током најезде Татара, а пресељено је тек у 13. веку. После најезде Татара, био је власништво породице Еђекиека, велепоседника средње класе који су се назвали по селу, постоје записи о породици Еђек до 1367. године. Касније је село било у власништву породица Охати, Берци, Линкаи и Зеленаји. Гергељ Зеленаји га је продао Орбану Доцију од Нађ-Лучеа, бискупу Егера, за 2.000 златних форинти. У запису краља Матјаша из Будима може се прочитати да је 1487. године епископ Егер Орбан Нађилучаји Дочи добио привилегију да његови „људи и кметови“ који живе у селу Еђек (Ethyek) неометано премештају своја добра по целој земљи, а да се еђјечки кметови епископа егерског пред закон могу довести само по договору са појединим судијама и поротницима. Године 1492. имање је капитулу у Егеру поклонио Иштван Дочи, бискуп Серема (Орбанов нећак).
У Првом светском рату погинуло је 229 мештана, а у Другом светском рату и више.
После Првог светског рата и совјетске републике у селу се развио танак, богат слој сељака. Имовина каптола подељена је 1945. године. Електрификација је почела 1947. године. Село је проглашено за велико село 1. јула 1970. године, а велики сеоски одбор имало је између 1970. и 1990. године.

## Популација
Током пописа 2011, 82,3% становника се изјаснило као Мађари, 5,4% као Роми, 0,3% као Немци и 0,3% као Румуни (17,7% се није изјаснило, због двојног идентитета, укупан број већи може бити на 100 %).
Верска дистрибуција је била следећа: римокатолици 45,6%, реформатори 4,3%, гркокатолици 0,8%, неденоминациони 16,1% (30,2% није одговорило).